# Râul Scoaba Tinicioara
Râul Scoaba Tinicioara este un curs de apă, afluent al râului Suseni. 